# Полтерович, Леонид Викторович
Леонид Викторович Полтерович (род. 30 августа 1963, Москва) — советский и израильский математик, сотрудник школы математических наук Тель-Авивского университета, специалист по теории динамических систем, симплектической геометрии.

## Биография
Родился в семье доктора экономических наук Виктора Мееровича Полтеровича, брат — математик Иосиф Полтерович. Окончил механическое отделение Московского государственного университета в 1984 году. До 1987 года работал инженером в Энергетическом институте имени Г. М. Кржижановского, затем до 1989 года — младшим научным сотрудником во Всесоюзном научно-исследовательском институте метрологической службы, тогда же начал публиковать научные труды в области теории динамических систем.
В 1990 году в Тель-Авивском университете защитил диссертацию доктора философии под руководством Якова Синая и Виталия Мильмана, тема — «Топологические инварианты лагранжевых вложений и гамильтонова динамика».
С 1991 года — старший преподаватель, с 1994 года — доцент, с 1996 года — профессор Тель-Авивского университета, в 2005—2007 годах возглавлял отделение чистой математики университета.
Был награждён Премией Европейского математического общества (1996), Премией Эрдёша (1998). Среди учеников — Паул Биран.

## Труды
- Polterovich, Leonid "The geometry of the group of symplectic diffeomorphisms." Lectures Math. ETH Zürich Birkhäuser Verlag, Basel, 2001. xii+132 pp. ISBN 3-7643-6432-7
- Polterovich, Leonid; Rosen, Daniel "Function theory on symplectic manifolds." CRM Monogr. Ser., 34 American Mathematical Society, Providence, RI, 2014. xii+203 pp. ISBN 978-1-4704-1693-5
- Polterovich, Leonid; Rosen, Daniel; Samvelyan, Karina; Zhang, Jun "Topological persistence in geometry and analysis." Univ. Lecture Ser., 74 American Mathematical Society, Providence, RI, [2020], ©2020. xi+128 pp. ISBN 978-1-4704-5495-1